# Microcharacidium
Microcharacidium – rodzaj ryb promieniopłetwych z podrodziny Characidiinae w obrębie rodziny Crenuchidae.

## Zasięg występowania
Rodzaj obejmuje gatunki występujące w słodkich wodach Ameryki Południowej (Kolumbia, Wenezuela, Surinam, Gujana Francuska, Brazylia i Boliwia).

## Morfologia
Długość ciała do 2,2 cm.

## Systematyka
Rodzaj zdefiniował w 1994 roku brazylijski ichtiolog Paulo Andreas Buckup na łamach Ichthyological Exploration of Freshwaters. Na gatunek typowy Buckup wyznaczył (oznaczenie oryginalne) M. eleotrioides.

### Etymologia
Microcharacidium:  μικρος mikros ‘mały’; rodzaj Characidium Reinhardt, 1867. 

### Podział systematyczny
Do rodzaju należą następujące gatunki:
- Microcharacidium bombioides Vieira & Netto-Ferreira, 2021
- Microcharacidium eleotrioides (Géry, 1960)
- Microcharacidium gnomus Buckup, 1993
- Microcharacidium weitzmani Buckup, 1993